# 防務新觀察
《防務新觀察》是中国中央电视台一個軍事新聞评论節目，解讀中國人民解放軍應對當期外交、國防相關議題，代表解放軍官方立場。
该节目于2006年开播，最初是在中国中央电视台新闻频道播出，2008年改於CCTV-7播出至今。2019年8月1日，央视国防军事频道开播后，节目由原先的周末播出改为工作日播出。2024年4月13日，因《军事制高点》取消，之後元週末之該節目同時段改播《防務新觀察》。
主要橋段分為兩段：第一段是新聞性質的開題約四分鐘播報當週世界軍事要聞和評論，名為〈防務微主頁〉、〈全球戰點〉、〈召忠怎麼看〉等依主持人而不同的名稱；第二段是現場訪談和評析。2012年有較大節目新創內容為特別節目〈防務菁英〉，長達數月進行國防真人秀海選民間軍事專家做為下一年度評論員，過程以問答、識圖和最後激烈的兵棋推演來決勝負。
目前則是先於「本期話題」扼要點出本集即將要談論的軍事新聞，再分成三節，各節先於「本節提示」進一步詳述要談論的新聞，再由主持人跟來賓對談以分析新聞。每周日則會在尹夢或任子明於「媒體視線」摘述五條來自不同媒體（如《中國國防報》）的評論完後才進入第一節本節提示。另外各節都會由主持人安排尹夢或任子明就近期國際軍事情勢給出三關鍵字概括並予以闡釋（第三節則變為三組數據，但有時於該節無數據概括與闡釋）。

## 常見主持人及嘉宾

### 主持人
- 宁钊
- 滕浩亦
- 李偉
- 尹夢
- 沙晨
- 任子明

### 嘉宾
- 张召忠[2]
- 李莉
- 仲晶
- 尹卓
- 金灿荣
- 王晓伟（身份造假）
- 邵永靈
- 魏東旭
- 王曉鵬
- 周偉政
- 杜文龍
- 項昊宇
- 張彬